# Danija Jespajewa
Danija Madijewna Jespajewa (ur. 5 marca 1961) – kazachska polityczka i ekonomistka. Pierwsza kobieta ubiegająca się o urząd prezydenta Kazachstanu.

## Życiorys
Jespajewa urodziła się w wiosce Żajsang w obwodzie aktobskim. W 1982 roku ukończyła studia z rachunkowości na jednej z kazachskich uczelni. W 1993 roku obroniła dyplom z zarządzania w Państwowej Akademii Zarządzania.
Przed rozpoczęciem kariery politycznej pracowała w kazachskim systemie bankowym, m.in. w Kazkommiercbanku.

### Działalność polityczna
Od 24 maja 2016 roku jest członkinią Mażylisu Parlamentu Republiki Kazachstanu. Reprezentuje Demokratyczną Partię Kazachstanu „Ak Żoł”. Zasiadała w komisji finansów i budżetu.
Jako pierwsza kobieta została kandydatką w wyborach prezydenckich w Kazachstanie w 2019 roku. Uzyskała 465 714 głosów (5,05%), co pozwoliło jej na zajęcie trzeciego miejsca, po Amirżanie Kosanowie i zwycięzcy Kasym-Żomart Tokajewowi.
W wyborach parlamentarnych w Kazachstanie w 2021 roku ponownie uzyskała mandat. W marcu 2023 roku została wiceprzewodniczącą Mażylisu.